# Barry N. Malzberg
Barry N. Malzberg (n. 24 iulie 1939, New York City, New York, SUA – d. 19 decembrie 2024) a fost un redactor și scriitor american mai ales de literatură fantastică și științifico-fantastică.

## Biografie
Malzberg a absolvit Universitatea Syracuse în 1960. A lucrat ca investigator pentru New York City Department of Welfare (Departamentul de bunăstare din New York) în 1961–1962 și 1963-1964. În 1963, a fost angajat ca agent de rambursări al Departamentului de Sănătate Mintală al Statului New York (New York State Department of Mental Health). S-a căsătorit cu Joyce Zelnick în 1964.
Malzberg a încercat inițial să se impună atât ca dramaturg, cât și ca prozator. În 1964, a revenit la Universitatea Syracuse pentru studii postuniversitare de scriere creativă. Deși a primit o bursă Schubert Foundation Playwriting Fellowship (1964-1965) și Cornelia Ward Creative Writing Fellowship (1965), nu a putut să-și vândă lucrările niciuneia dintre revistele literare ale epocii. S-a hotărât să nu fie „un profesor asistent de limba engleză care nu a publicat nimic”, așa că a părăsit programul în 1965 pentru a urma o carieră de scriitor independent și agent pentru agenția literară Scott Meredith (SMLA). Malzberg va continua intermitent cu SMLA în următoarele câteva decenii, fiind unul dintre ultimii săi îngrijitori.
Prima sa poveste publicată a fost „The Bed -- Patul” sub pseudonimul „Nathan Herbert” în revista pentru bărbați Wildcat. Prima sa poveste științifico-fantastică („We're Coming Through the Window -- Venim prin fereastră”) a fost publicată în numărul din august 1967 al revistei Galaxy. Malzberg a refăcut frecvent poveștile existente pentru vânzările sale de science fiction. El a avut prima dată succes comercial și critic odată cu publicarea nuveletei sale suprarealiste "Final War" în The Magazine of Fantasy & Science Fiction sub pseudonimul K. M. O'Donnell în 1968.

## Lucrări scrise

### Romane
- Malzberg, Barry N. (1968). Screen.
- 1968 Oracle of the Thousand Hands
- 1969 The Empty People (sub pseudonimul K. M. O'Donnell)
- 1970 Dwellers of the Deep (sub pseudonimul K. M. O'Donnell)
- 1971 Confessions of Westchester County
- 1971 Universe Day (sub pseudonimul K. M. O'Donnell)
- 1971 The Falling Astronauts [12]

Protagonistul romanului, colonelul Richard Martin, are o cădere mentală în timpul uneia dintre misiunile spațiale pentru a testa încărcăturile seismice nucleare pe Lună. Deziluzionat de programul spațial, Martin este de acord să se ocupe de relațiile publice pentru încă o misiune înainte de terminare. Cu toate acestea, misiunea de a instala încărcăturile seismice pe suprafața lunară ia o întorsătură neplăcută atunci când unul dintre astronauți o ia razna și amenință cu distrugerea nucleară pe Pământ.
- 1971 Gather in the Hall of the Planets (sub pseudonimul K. M. O'Donnell)
- 1971 In My Parents' Bedroom
- 1971 The Spread
- 1972 Beyond Apollo - Premiul John W. Campbell Memorial pentru cel mai bun roman științifico-fantastic [13][14]

Protagonistul romanului este Harry M. Evans, singurul supraviețuitor al primei expediții dezastruoase cu echipaj uman pe planeta Venus. Evans oferă detalii despre expediția ratată ca un roman în curs de desfășurare și se dovedește a fi un narator remarcabil de nesigur, schimbând în mod constant detaliile poveștii sale pe măsură ce progresează. Cititorului își dă seama repede că acesta probabil este complet nebun, întrucât un sentiment de paranoia profundă (și comică) stă la baza descrierilor lui Evans despre conversațiile absurde pe care le-a avut cu locuitorii venusieni. Există unele indicații că Evans ar fi putut foarte bine să-l fi ucis pe celălalt membru al misiunii. Romanul se încheie cu o editură care se oferă să cumpărare drepturile de autor ale acestei ciudate povești relatate de Evans.
- 1972 Overlay
- 1972 The Horizontal Woman
- 1972 The Masochist
- 1972 The Men Inside
- 1972 Revelations
- 1973 Phase IV, adaptare a scenariului lui Mayo Simon

După un eveniment cosmic spectaculos și misterios, furnicile suferă o evoluție rapidă și construiesc turnuri ciudate și desene geometrice perfecte în deșertul Arizona. Cu excepția unei singure familii, populația umană locală fuge de furnicile care se poartă ciudat. Oamenii de știință James Lesko și Ernest Hubbs au înființat un laborator computerizat într-o cupolă sigilată situată într-o zonă cu activitate semnificativă a furnicilor din Arizona. Colonia de furnici și echipa științifică se luptă între ele, deși furnicile sunt agresori mai eficienți.
- 1973 Herovit's World
- 1973 In the Enclosure
- 1973 Tactics of Conquest
- 1973 Opening Fire
- 1973 The Way of the Tiger, The Sign of the Dragon  [Kung Fu #1] (sub pseudonimul Howard Lee)
- 1974 Tactics of Conquest
- 1974 The Destruction of the Temple
- 1974 On a Planet Alien
- 1974 The Sodom and Gomorrah Business
- 1974 The Day of the Burning
- 1974 Underlay
- 1975 Guernica Night
- 1975 The Gamesman
- 1975 Galaxies
- 1975 Conversations
- 1976 The Running of Beasts (cu Bill Pronzini)
- 1976 Chorale
- 1976 Scop
- 1977 The Last Transaction
- 1977 Lady of a Thousand Sorrows (sub pseudonimul  Lee W. Mason)
- 1977 Acts of Mercy (cu Bill Pronzini)
- 1978 Chorale
- 1979 Night Screams (cu Bill Pronzini)
- 1980 Prose Bowl (cu Bill Pronzini)
- 1982 The Cross of Fire
- 1985 The Remaking of Sigmund Freud

#### Ca "Mike Barry" - SeriaThe Lone Wolf
- 1973  Night Raider
- 1973  Bay Prowler
- 1973  Boston Avenger
- 1974  Desert Stalker
- 1974  Havana Hit
- 1974  Chicago Slaughter
- 1974  Peruvian Nightmare
- 1974  Los Angeles Holocaust
- 1974  Miami Marauder
- 1975  Harlem Showdown
- 1975  Detroit Massacre
- 1975  Phoenix Inferno
- 1975  The Killing Run
- 1975  Philadelphia Blow-Up

#### Romane erotice sub pseudonim[16]
- 1967  Love Doll (Softcover - ca Mel Johnson)
- 1968  I, Lesbian (Midwood - ca M.L. Johnson)
- 1968  Just Ask (Midwood - ca Mel Johnson)
- 1968  Instant Sex (Midwood - ca Mel Johnson)
- 1968  Chained (Midwood - ca Mel Johnson)
- 1968  Kiss and Run (Midwood - ca Mel Johnson)
- 1969  Nympho Nurse (Midwood - ca Mel Johnson)
- 1969  The Sadist (Midwood - ca Mel Johnson)
- 1969  Diary of a Parisian Chambermaid (Midwood - sub pseudonimul Claudine Dumas)
- 1969  Do It To Me (Midwood - ca Mel Johnson)
- 1969  Born to Give (Midwood - ca Mel Johnson)
- 1969  Campus Doll (Midwood - ca Mel Johnson)
- 1969  The Box (Oracle - ca Mel Johnson)
- 1969  A Way With All Maidens (Oracle - ca Mel Johnson)
- 1969  The Circle (Olympia - ca Francine di Natale)
- 1969  Southern Comfort (Olympia 460 - ca Gerrold Watkins)
- 1970  A Bed of Money (Olympia 474 - ca Gerrold Watkins)
- 1970  A Satyr's Romance (Olympia 476 - ca Gerrold Watkins)
- 1970  Giving It Away (Olympia 479 - ca Gerrold Watkins)
- 1970  The Art of the Fugue (Olympia 483 - ca  Gerrold Watkins)

### Colecții de povestiri
- 1969 Final War: And Other Fantasies (sub pseudonimul K M O'Donnell)
- 1971 In the Pocket: And Other SF Stories (sub pseudonimul K M O'Donnell)
- 1971 Universe Day (sub pseudonimul K M O'Donnell)
- 1974 Out From Ganymede
- 1975 The Many Worlds of Barry Malzberg
- 1975 The Best of Barry N. Malzberg
- 1976 Down Here In The Dream Quarter
- 1979 Malzberg At Large
- 1980 The Man Who Loved the Midnight Lady: A Collection
- 1982 The Engines of the Night: Science Fiction in the Eighties (eseuri, cu ceva ficțiune)
- 1994 The Passage of the Light-The Recursive Science Fiction of Barry N. Malzberg (cu Tony Lewis și Mike Resnick)
- 2000 In the Stone House
- 2001 Shiva: And Other Stories
- 2003 Problems Solved (cu Bill Pronzini). Crippen & Landru
- 2007 Breakfast in the Ruins (versiune foarte extinsă a "The Engines of the Night")
- 2013 The Very Best of Barry N. Malzberg

### Povestiri
| Titlu                                                                     | Data publicării   | Publicată în                                                                     |
| ------------------------------------------------------------------------- | ----------------- | -------------------------------------------------------------------------------- |
| "The Sense of the Fire"                                                   | ianuarie 1967     | Escapade                                                                         |
| "We're Coming Through the Window"                                         | august 1967       | Galaxy Science Fiction                                                           |
| "The Market in Aliens"                                                    | noiembrie 1968    | Galaxy Science Fiction                                                           |
| "Final War"                                                               | aprilie 1968      | The Magazine of Fantasy & Science Fiction                                        |
| "Cop-Out"                                                                 | octombrie 1969    | Final War and Other Fantasies                                                    |
| "Death to the Keeper"                                                     | august 1968       | The Magazine of Fantasy & Science Fiction                                        |
| "Oaten"                                                                   | octombrie 1969    | Fantastic                                                                        |
| "How I Take Their Measure"                                                | ianuarie 1969     | The Magazine of Fantasy & Science Fiction                                        |
| "The Major Incitement to Riot"                                            | februarie 1969    | Fantastic                                                                        |
| "The Ascension"                                                           | aprilie 1969      | Fantastic                                                                        |
| "The Brain Surgeon"                                                       | aprilie 1969      | Fantastic                                                                        |
| "July 24, 1970"                                                           | mai 1969          | Venture Science Fiction                                                          |
| "A Triptych"                                                              | iulie 1969        | The Magazine of Fantasy & Science Fiction                                        |
| "By Right of Succession"                                                  | octombrie 1969    | If                                                                               |
| "The Falcon and the Falconeer"                                            | decembrie 1969    | The Magazine of Fantasy & Science Fiction                                        |
| "What Time Was That?"                                                     | decembrie 1969    | If                                                                               |
| "In the Pocket"                                                           | februarie 1970    | Nova 1                                                                           |
| "Pacem Est"                                                               | ianuarie 1970     | Infinity One                                                                     |
| "Terminus Est"                                                            | februarie 1970    | Nova 1                                                                           |
| "Making Titan"                                                            | iulie 1970        | The Magazine of Fantasy & Science Fiction                                        |
| "As Between Generations"                                                  | octombrie 1970    | Fantastic                                                                        |
| "Notes Just Prior to the Fall"                                            | octombrie 1970    | The Magazine of Fantasy & Science Fiction                                        |
| "Beyond Sleep"                                                            | noiembrie 1970    | Ellery Queen's Mystery Magazine                                                  |
| "The New Rappacini"                                                       | decembrie 1970    | Fantastic                                                                        |
| "A Question of Slant"                                                     | septembrie 1971   | In the Pocket: And Other SF Stories                                              |
| "Addendum"                                                                | septembrie 1971   | In the Pocket: And Other SF Stories                                              |
| "Ah, Fair Uranus"                                                         | septembrie 1971   | In the Pocket: And Other SF Stories                                              |
| "Bat"                                                                     | septembrie 1971   | In the Pocket: And Other SF Stories                                              |
| "Conquest"                                                                | 1971              | New Dimensions 1                                                                 |
| "Elephants"                                                               | 1971              | Infinity Two                                                                     |
| "Exploration"                                                             | 1971              | Mars, We Love You                                                                |
| "Notes for a Novel About the First Ship Ever to Venus"                    | 1971              | Universe 1                                                                       |
| "The Idea"                                                                | septembrie 1971   | In the Pocket: And Other SF Stories                                              |
| "Gehenna"                                                                 | martie 1971       | Galaxy Science Fiction                                                           |
| "Yearbook"                                                                | mai 1971          | The Magazine of Fantasy & Science Fiction                                        |
| "Agony Column"                                                            | decembrie 1971    | Ellery Queen's Mystery Magazine                                                  |
| "Causation"                                                               | decembrie 1971    | The Magazine of Fantasy & Science Fiction                                        |
| "In the Cup"                                                              | 1972              | Signs and Wonders                                                                |
| "Inter Alia"                                                              | 1972              | Infinity Three                                                                   |
| "Out from Ganymede"                                                       | decembrie 1972    | New Dimensions II: Eleven Original Science Fiction Stories                       |
| "Report of the Defense"                                                   | decembrie 1974    | Out from Ganymede                                                                |
| "Some Notes Toward a Useable Past"                                        | decembrie 1974    | Out from Ganymede                                                                |
| "The Art of Fiction"                                                      | 1972              | Mike Shayne Mystery Magazine Annual #2                                           |
| "The Conquest of Mars"                                                    | decembrie 1974    | Out from Ganymede                                                                |
| "The Men Inside"                                                          | decembrie 1972    | New Dimensions II: Eleven Original Science Fiction Stories                       |
| "Two Odysseys Into the Center"                                            | octombrie 1972    | Nova 2                                                                           |
| "Pater Familias" (cu Kris Ottman Neville)                                 | martie 1972       | The Magazine of Fantasy & Science Fiction                                        |
| "Still-Life"                                                              | martie 1972       | Again, Dangerous Visions                                                         |
| "Cornell"                                                                 | aprilie 1972      | Ellery Queen's Mystery Magazine                                                  |
| "Breaking In"                                                             | iunie 1972        | Fantastic                                                                        |
| "Vidi Vici Veni"                                                          | iulie 1972        | Generation: An Anthology of Speculative Fiction                                  |
| "Allowances"                                                              | august 1972       | Fantastic                                                                        |
| "The Interceptor"                                                         | decembrie 1974    | Out from Ganymede                                                                |
| "A Short Religious Novel"                                                 | septembrie 1972   | The Magazine of Fantasy & Science Fiction                                        |
| "The Ballad of Slick Sid"                                                 | noiembrie 1972    | Infinity Four                                                                    |
| "Chronicles of a Comer"                                                   | decembrie 1972    | And Walk Now Gently Through the Fire and Other Science Fiction Stories           |
| "Making It Through"                                                       | decembrie 1972    | And Walk Now Gently Through the Fire and Other Science Fiction Stories           |
| "Bearing Witness"                                                         | 1973              | Flame Tree Planet: An Anthology of Religious Science-Fantasy                     |
| "Conversations at Lothar's"                                               | 1973              | Children of Infinity                                                             |
| "Dreaming and Conversions: Two Rules by Which to Live"                    | 1973              | Nova 3                                                                           |
| "Geraniums"                                                               | 1973              | Omega                                                                            |
| "Getting Around"                                                          | 1973              | Frontiers 1; Tomorrow's Alternatives                                             |
| "Introduction to the Second Edition"                                      | ianuarie 1976     | The Best of Barry N. Malzberg                                                    |
| "Opening Fire"                                                            | 1973              | Frontiers 2; The New Mind                                                        |
| "Running Around"                                                          | 1973              | Omega                                                                            |
| "The Battered-Earth Syndrome"                                             | iulie 1973        | Saving Worlds                                                                    |
| "The Destruction and Exculpation of Earth"                                | decembrie 1976    | Down Here in the Dream Quarter                                                   |
| "The Truth of It"                                                         | 1973              | Science Fiction Adventure from Way Out                                           |
| "Those Wonderful Years"                                                   | 1973              | Frontiers 1; Tomorrow's Alternatives                                             |
| "Ups and Downs"                                                           | 1973              | Eros in Orbit                                                                    |
| "Vox Populi"                                                              | toamna/iarna 1973 | Edge                                                                             |
| "Yahrzeit"                                                                | septembrie 1973   | Ten Tomorrows                                                                    |
| "On Ice"                                                                  | ianuarie 1973     | Amazing Science Fiction                                                          |
| "Outside"                                                                 | ianuarie 1973     | The Magazine of Fantasy & Science Fiction                                        |
| "Linkage"                                                                 | martie 1973       | Demon Kind                                                                       |
| "The Second Short Shortest Fantasy"                                       | mai 1973          | The Magazine of Fantasy & Science Fiction                                        |
| "Trashing"                                                                | mai 1973          | Infinity Five                                                                    |
| "The Union Forever"                                                       | iunie 1973        | Showcase                                                                         |
| "City Lights, City Nights"                                                | iulie 1973        | Future City                                                                      |
| "Culture Lock"                                                            | iulie 1973        | Future City                                                                      |
| "Revolution"                                                              | iulie 1973        | Future City                                                                      |
| "Isaiah"                                                                  | septembrie 1973   | Fantastic                                                                        |
| "Tapping Out"                                                             | septembrie 1973   | Future Quest                                                                     |
| "The Helmet"                                                              | septembrie 1973   | The Magazine of Fantasy & Science Fiction                                        |
| "Notes Leading Down to the Conquest"                                      | octombrie 1973    | New Dimensions 3                                                                 |
| "Closed Sicilian"                                                         | noiembrie 1973    | The Magazine of Fantasy & Science Fiction                                        |
| "Triptych"                                                                | noiembrie 1973    | Fantastic                                                                        |
| "After the Great Space War"                                               | decembrie 1976    | Down Here in Dream Quarter                                                       |
| "An Oversight"                                                            | ianuarie 1976     | The Best of Barry N. Malzberg                                                    |
| "Fireday: Firenight"                                                      | 1974              | The Far Side of Time: Thirteen Original Stories                                  |
| "Guidance"                                                                | 1974              | Journey to Another Star and Other Stories                                        |
| "Inner Circle"                                                            | 1974              | Vampires, Werewolves and Other Monsters                                          |
| "Institutions"                                                            | 1974              | Survival from Infinity                                                           |
| "It Doesn't Really Matter"                                                | 1974              | The Graduated Robot and Other Stories                                            |
| "It Wasn't My Fault"                                                      | 1974              | The Missing World and Other Stories                                              |
| "Making It All the Way into the Future on Gaxton Falls of the Red Planet" | 1974              | Nova 4                                                                           |
| "Meeting the Aliens on Algol IV"                                          | 1974              | Survival from Infinity                                                           |
| "Natural History"                                                         | 1974              | Long Night of Waiting by Andre Norton and other stories                          |
| "Night of the Wolf"                                                       | 1974              | Vampires, Werewolves and Other Monsters                                          |
| "November 22, 1963"                                                       | decembrie 1974    | Out from Ganymede                                                                |
| "Oversight"                                                               | iulie 1974        | Strange Gods                                                                     |
| "Testify"                                                                 | 1974              | Vampires, Werewolves and Other Monsters                                          |
| "The Student"                                                             | 1974              | Vampires, Werewolves and Other Monsters                                          |
| "The Trippers"                                                            | 1974              | Long Night of Waiting by Andre Norton and other stories                          |
| "The Wonderful, All-Purpose Transmogrifier"                               | 1974              | Final Stage: The Ultimate Science Fiction Anthology                              |
| "As in a Vision Apprehended"                                              | ianuarie 1974     | The Berserkers                                                                   |
| "Form in Remission"                                                       | ianuarie 1974     | The Berserkers                                                                   |
| "Network"                                                                 | ianuarie 1974     | Fantastic                                                                        |
| "Trial of the Blood"                                                      | ianuarie 1974     | The Berserkers                                                                   |
| "A Delightful Comedic Premise"                                            | februarie 1974    | The Magazine of Fantasy & Science Fiction                                        |
| "At the Institute"                                                        | martie 1974       | Fantastic                                                                        |
| "Closing the Deal"                                                        | martie 1974       | Analog Science Fiction/Science Fact                                              |
| "Upping the Planet"                                                       | aprilie 1974      | Amazing Science Fiction                                                          |
| "Overlooking"                                                             | iunie 1974        | Amazing Science Fiction                                                          |
| "Before the Great Space-War"                                              | iulie 1974        | Alternities                                                                      |
| "Track Two"                                                               | iulie 1974        | Fantastic                                                                        |
| "Twenty Sixty-one"                                                        | iulie 1974        | The Magazine of Fantasy & Science Fiction                                        |
| "Hanging"                                                                 | septembrie 1974   | Fantastic                                                                        |
| "Over the Line"                                                           | 1974              | Future Kin                                                                       |
| "Try Again"                                                               | iulie 1974        | Strange Gods                                                                     |
| "State of the Art"                                                        | octombrie 1974    | New Dimensions IV                                                                |
| "The Whatever-I-Type-is-True Machine"                                     | noiembrie 1974    | The Magazine of Fantasy & Science Fiction                                        |
| "Sedan Deville"                                                           | decembrie 1974    | The Magazine of Fantasy & Science Fiction                                        |
| "A Summary of Events Leading Up to Bedlam"                                | 1975              | Beware More Beasts                                                               |
| "After the Unfortunate Accident"                                          | 1975              | The Many Worlds of Barry Malzberg                                                |
| "Going Down"                                                              | 1975              | Dystopian Visions                                                                |
| "Initiation"                                                              | 1975              | The Many Worlds of Barry Malzberg                                                |
| "Leviticus: In the Ark"                                                   | noiembrie 1975    | Epoch                                                                            |
| "Management"                                                              | 1975              | The Many Worlds of Barry Malzberg                                                |
| "Reconstitution"                                                          | 1975              | The Many Worlds of Barry Malzberg                                                |
| "Report to Headquarters"                                                  | aprilie 1975      | New Dimensions Science Fiction Number 5                                          |
| "Streaking"                                                               | ianuarie 1975     | Future Corruption                                                                |
| "Uncoupling"                                                              | 1975              | Dystopian Visions                                                                |
| "ianuarie 1975"                                                           | ianuarie 1975     | Analog Science Fiction/Science Fact                                              |
| "On the Campaign Trail"                                                   | ianuarie 1975     | Future Corruption                                                                |
| "Dance"                                                                   | aprilie 1975      | Fantastic                                                                        |
| "Coming Again" (cu Bill Pronzini)                                         | iunie 1975        | The Magazine of Fantasy & Science Fiction                                        |
| "A Galaxy Called Rome"                                                    | iulie 1975        | The Magazine of Fantasy & Science Fiction                                        |
| "Transfer"                                                                | august 1975       | Fantastic                                                                        |
| "The Thing Down Hallway 9"                                                | decembrie 1975    | Fantastic                                                                        |
| "And Still in the Darkness"                                               | ianuarie 1976     | The Best of Barry N. Malzberg                                                    |
| "Impasse"                                                                 | Spring 1976       | Odyssey                                                                          |
| "Multiples" (cu Bill Pronzini)                                            | 1976              | Tricks and Treats                                                                |
| "Thirty-Seven Northwest"                                                  | decembrie 1976    | Down Here in the Dream Quarter                                                   |
| "What the Board Said"                                                     | ianuarie 1976     | The Best of Barry N. Malzberg                                                    |
| "Redundancy"                                                              | decembrie 1976    | Down Here in the Dream Quarter                                                   |
| "Seeking Assistance"                                                      | aprilie 1976      | The Magazine of Fantasy & Science Fiction                                        |
| "I'm Going Through the Door"                                              | mai 1976          | Galaxy Science Fiction                                                           |
| "On the Air"                                                              | mai 1976          | New Dimensions Science Fiction Number 6                                          |
| "Inaugural"                                                               | noiembrie 1976    | Galaxy Science Fiction                                                           |
| "In the Stocks"                                                           | aprilie 1977      | New Dimensions Science Fiction Number 7                                          |
| "The Man Who Loved the Midnight Lady"                                     | mai 1977          | Midnight Specials: An Anthology for Train Buffs and Suspense Aficionados         |
| "Re-Entry"                                                                | februarie 1977    | Fantastic                                                                        |
| "Shibboleth"                                                              | martie 1977       | Amazing Stories                                                                  |
| "Night Rider" (cu Bill Pronzini)                                          | iunie 1977        | Alfred Hitchcock's Mystery Magazine                                              |
| "The Man Who Married a Beagle"                                            | iunie 1977        | Fantastic                                                                        |
| "Indigestion"                                                             | septembrie 1977   | Fantastic                                                                        |
| "Choral"                                                                  | octombrie 1977    | Graven Images                                                                    |
| "The Several Murders of Roger Ackroyd"                                    | octombrie 1977    | Isaac Asimov's Science Fiction Magazine                                          |
| "On Account of Darkness"                                                  | noiembrie 1977    | The Magazine of Fantasy & Science Fiction                                        |
| "Here, For Just a While"                                                  | aprilie 1978      | Fantastic                                                                        |
| "Inside Out"                                                              | mai 1978          | Alfred Hitchcock's Mystery Magazine                                              |
| "Prowl"                                                                   | iulie 1978        | Fantastic                                                                        |
| "A Clone at Last" (cu Bill Pronzini)                                      | octombrie 1978    | The Magazine of Fantasy & Science Fiction                                        |
| "Another Burnt-Out Case"                                                  | octombrie 1978    | Fantastic                                                                        |
| "Line of Succession"                                                      | octombrie 1978    | Alfred Hitchcock's Mystery Magazine                                              |
| "Varieties of Technological Experience"                                   | octombrie 1978    | Analog Science Fiction/Science Fact                                              |
| "Backing Up"                                                              | noiembrie 1978    | Alfred Hitchcock's Mystery Magazine                                              |
| "Out of Quarantine" (cu Bill Pronzini)                                    | noiembrie 1978    | Isaac Asimov's Science Fiction Magazine                                          |
| "Clocks" (cu Bill Pronzini)                                               | noiembrie 1979    | Shadows 2                                                                        |
| "Nightshapes"                                                             | martie 1979       | Werewolf!                                                                        |
| "Varieties of Religious Experience"                                       | aprilie 1980      | The Man Who Loved the Midnight Lady                                              |
| "The Appeal"                                                              | martie 1979       | Alfred Hitchcock's Mystery Magazine                                              |
| "Reaction-Formation"                                                      | aprilie 1979      | Alfred Hitchcock's Mystery Magazine                                              |
| "Prose Bowl" (cu Bill Pronzini)                                           | iulie 1979        | The Magazine of Fantasy & Science Fiction                                        |
| "Reading Day" (cu Bill Pronzini)                                          | septembrie 1979   | Chrysalis 5                                                                      |
| "Demystification of Circumstance"                                         | noiembrie 1979    | The Magazine of Fantasy & Science Fiction                                        |
| "Le Croix"                                                                | februarie 2013    | The Very Best of Barry N. Malzberg                                               |
| "Revelation in Seven Stages"                                              | octombrie 1980    | Mummy!: A Chrestomathy of Crypt-ology                                            |
| "The Last One Left" (cu Bill Pronzini)                                    | ianuarie 1980     | The Magazine of Fantasy & Science Fiction                                        |
| "Thirty-Six Views of His Dead Majesty"                                    | ianuarie 1980     | Chrysalis 6                                                                      |
| "Into the Breach"                                                         | aprilie 1980      | The Man Who Loved the Midnight Lady                                              |
| "septembrie 1958"                                                         | aprilie 1980      | The Man Who Loved the Midnight Lady                                              |
| "Le Croix (The Cross)"                                                    | mai 1980          | Their Immortal Hearts: Three Visions of Time                                     |
| "Fascination"                                                             | august 1980       | The Magazine of Fantasy & Science Fiction                                        |
| "Getting Back" (cu Jeffrey W. Carpenter)                                  | septembrie 1980   | The Magazine of Fantasy & Science Fiction                                        |
| "Opening a Vein" (cu Bill Pronzini)                                       | noiembrie 1980    | Shadows 3                                                                        |
| "They Took It All Away"                                                   | noiembrie 1980    | Amazing Stories                                                                  |
| "The Twentieth Century Murder Case"                                       | decembrie 1980    | The Magazine of Fantasy & Science Fiction                                        |
| "Calling Collect"                                                         | octombrie 1981    | Shadows 4                                                                        |
| "In Our Image"                                                            | februarie 1981    | The Magazine of Fantasy & Science Fiction                                        |
| "Icons"                                                                   | martie 1981       | Omni                                                                             |
| "The Containment of Calpel V"                                             | martie 1981       | Amazing Stories                                                                  |
| "Parables of Art" (cu Jack Dann)                                          | iunie 1981        | New Dimensions 12                                                                |
| "On the Nature of Time" (cu Bill Pronzini)                                | septembrie 1981   | Amazing Stories                                                                  |
| "There the Lovelies Bleeding"                                             | septembrie 1981   | The Magazine of Fantasy & Science Fiction                                        |
| "Chained"                                                                 | 1982              | Specter!                                                                         |
| "Corridors"                                                               | februarie 1982    | The Engines of the Night: Science Fiction in the Eighties                        |
| "The Trials of Rollo"                                                     | martie 1982       | Amazing Science Fiction Stories                                                  |
| "Do I Dare to Eat a Peach?" (cu Bill Pronzini)                            | aprilie 1982      | Speculations                                                                     |
| "Coursing"                                                                | aprilie 1982      | Isaac Asimov's Science Fiction Magazine                                          |
| "Anderson"                                                                | iunie 1982        | Amazing Science Fiction Stories                                                  |
| "Blair House"                                                             | iunie 1982        | The Magazine of Fantasy & Science Fiction                                        |
| "Rocket City"                                                             | septembrie 1982   | Isaac Asimov's Science Fiction Magazine                                          |
| "Shakespeare MCMLXXXV" (cu Bill Pronzini)                                 | noiembrie 1982    | The Magazine of Fantasy & Science Fiction                                        |
| "What We Do on Io"                                                        | februarie 1983    | The Magazine of Fantasy & Science Fiction                                        |
| "Reparations"                                                             | august 1983       | The Magazine of Fantasy & Science Fiction                                        |
| "Spree"                                                                   | aprilie 1984      | Witches                                                                          |
| "76 Ways to Kill an Indian"                                               | martie 1984       | Fantasy Book                                                                     |
| "The Second Short-Shortest Fantasy Story Ever Ever Published"             | martie 1984       | 100 Great Fantasy Short Short Stories                                            |
| "To Mark the Times We Had"                                                | noiembrie 1984    | Omni                                                                             |
| "Away"                                                                    | 1985              | A Treasury of American Horror Stories                                            |
| "Johann Sebastian Brahms"                                                 | august 1985       | Universe 15                                                                      |
| "Quartermain"                                                             | ianuarie 1985     | Isaac Asimov's Science Fiction Magazine                                          |
| "1984"                                                                    | februarie 1985    | The Magazine of Fantasy & Science Fiction                                        |
| "Reason Seven"                                                            | mai 1985          | Omni                                                                             |
| "The High Purpose" (cu Carter Scholz)                                     | noiembrie 1985    | The Magazine of Fantasy & Science Fiction                                        |
| "Tap-Dancing Down the Highways and Byways of Life, etc."                  | iulie 1986        | The Magazine of Fantasy & Science Fiction                                        |
| "Bringing It Home"                                                        | februarie 1987    | Rod Serling's The Twilight Zone Magazine                                         |
| "The Queen of Lower Saigon"                                               | februarie 1987    | In the Field of Fire                                                             |
| "Celebrating"                                                             | august 1987       | The Magazine of Fantasy & Science Fiction                                        |
| "Ambition"                                                                | octombrie 1987    | Rod Serling's The Twilight Zone Magazine                                         |
| "Blues and the Abstract Truth" (cu Jack Dann)                             | ianuarie 1987     | The Magazine of Fantasy & Science Fiction                                        |
| "No Hearts, No Flowers"                                                   | februarie 1988    | 14 Vicious Valentines                                                            |
| "The Prince of the Steppes"                                               | iunie 1988        | The Magazine of Fantasy & Science Fiction                                        |
| "The Smooth Universe by R***** S*********"                                | septembrie 1988   | Shaggy B.E.M. Stories                                                            |
| "Hop Skip Jump"                                                           | octombrie 1988    | Omni                                                                             |
| "Getting Up" (cu Jack Dann)                                               | noiembrie 1988    | Tropical Chills                                                                  |
| "Time-Tracker"                                                            | aprilie 1989      | Phantoms                                                                         |
| "All Assassins"                                                           | august 1989       | What Might Have Been? Volume 1: Alternate Empires                                |
| "The Present Eternal"                                                     | septembrie 1989   | Foundation's Friends: Stories in Honor of Isaac Asimov                           |
| "O Thou Last and Greatest!"                                               | octombrie 1989    | The Magazine of Fantasy & Science Fiction                                        |
| "Darwinian Facts"                                                         | decembrie 1990    | Stalkers                                                                         |
| "Safety Zone"                                                             | octombrie 1990    | New England Ghosts: Haunting, Spine-chilling Stories from the New England States |
| "Another Goddamned Showboat"                                              | ianuarie 1990     | What Might Have Been? Vol II: Alternate Heroes                                   |
| "Playback"                                                                | aprilie 1990      | Universe 1                                                                       |
| "What I Did to Blunt the Alien Invasion"                                  | aprilie 1991      | Omni                                                                             |
| "Police Actions"                                                          | iunie 1991        | Full Spectrum 3                                                                  |
| "Morning Light"                                                           | august 1991       | Cold Shocks                                                                      |
| "Folly for Three"                                                         | noiembrie 1991    | A Whisper of Blood                                                               |
| "One Ten Three"                                                           | decembrie 1991    | Horse Fantastic                                                                  |
| "Turpentine"                                                              | decembrie 1991    | What Might Have Been? Volume 3: Alternate Wars                                   |
| "Dumbarton Oaks"                                                          | iulie 1992        | MetaHorror                                                                       |
| "Götterdämmerung"                                                         | ianuarie 1992     | After the King: Stories in Honor of J. R. R. Tolkien                             |
| "Improvident Excess"                                                      | decembrie 2000    | In the Stone House                                                               |
| "In the Stone House"                                                      | iulie 1992        | Alternate Kennedys                                                               |
| "Major League Triceratops" (cu Joyce Malzberg)                            | octombrie 1992    | The Ultimate Dinosaur                                                            |
| "Heavy Metal"                                                             | februarie 1992    | Alternate Presidents                                                             |
| "Kingfish"                                                                | februarie 1992    | Alternate Presidents                                                             |
| "Most Politely, Most Politely"                                            | martie 1992       | Universe 2                                                                       |
| "Life in the Air" (cu Jack Dann)                                          | aprilie 1992      | Amazing Stories                                                                  |
| "Ship Full of Jews"                                                       | aprilie 1992      | Omni                                                                             |
| "Concerto Accademico"                                                     | mai 1992          | Dragon Fantastic                                                                 |
| "Amos"                                                                    | iulie 1992        | The Magazine of Fantasy & Science Fiction                                        |
| "Is This the Presidential Palace?"                                        | noiembrie 1992    | Science Fiction Age                                                              |
| "Of Dust and Fire and the Night"                                          | noiembrie 1992    | Christmas Bestiary                                                               |
| "Grand Tour"                                                              | decembrie 1992    | Aladdin: Master of the Lamp                                                      |
| "On the Heath"                                                            | decembrie 1992    | Aladdin: Master of the Lamp                                                      |
| "Fugato"                                                                  | septembrie 1993   | Alternate Warriors                                                               |
| "Rex Tremandae Majestatis" (cu Kathe Koja)                                | iulie 1993        | Dinosaur Fantastic                                                               |
| "Standing Orders"                                                         | ianuarie 1993     | Journeys to the Twilight Zone                                                    |
| "The High Ground" (cu Kathe Koja)                                         | octombrie 1993    | Temporary Walls: An Anthology of Moral Fantasy                                   |
| "The Lady Louisiana Toy"                                                  | mai 1993          | More Whatdunits                                                                  |
| "The Timbrel Sound of Darkness"                                           | noiembrie 1993    | Christmas Ghosts                                                                 |
| "Standards and Practices"                                                 | aprilie 1993      | The Magazine of Fantasy & Science Fiction                                        |
| "Andante Lugubre"                                                         | mai 1993          | Science Fiction Age                                                              |
| "Art Appreciation" (cu Jack Dann)                                         | septembrie 1993   | Omni                                                                             |
| "Ghosts" (cu Mike Resnick)                                                | septembrie 1993   | Honor of the Regiment                                                            |
| "The Passage of the Light"                                                | noiembrie 1993    | Science Fiction Age                                                              |
| "In the Greenhouse" (cu Kathe Koja)                                       | noiembrie 1994    | Love in Vein: Twenty Original Tales of Vampiric Erotica                          |
| "It Comes from Nothing"                                                   | iulie 1994        | Weird Tales from Shakespeare                                                     |
| "Modern Romance" (cu Kathe Koja)                                          | octombrie 1994    | Dark Voices 6: The Pan Book of Horror                                            |
| "Moishe in Excelsis"                                                      | octombrie 1994    | Deals with the Devil                                                             |
| "Notes Toward a Useable Past"                                             | iunie 1994        | The Passage of the Light: The Recursive Science Fiction of Barry N. Malzberg     |
| "Sinfonia Expansiva"                                                      | septembrie 1994   | Little Deaths: 24 Tales of Sex and Horror                                        |
| "The Careful Geometry of Love" (cu Kathe Koja)                            | septembrie 1994   | Little Deaths: 24 Tales of Sex and Horror                                        |
| "Thus, to the Stars" (cu Carter Scholz)                                   | septembrie 1994   | Galaxy Science Fiction                                                           |
| "Allegro Marcato"                                                         | ianuarie 1994     | By Any Other Fame                                                                |
| "Hitler at Nuremberg"                                                     | ianuarie 1994     | By Any Other Fame                                                                |
| "The Only Thing You Learn"                                                | aprilie 1994      | Universe 3                                                                       |
| "Close-Up Photos Reveal JFK Skull on Moon!"                               | iunie 1994        | Alien Pregnant By Elvis                                                          |
| "Understanding Entropy"                                                   | iulie 1994        | Science Fiction Age                                                              |
| "Literary Lives" (cu Kathe Koja)                                          | octombrie 1994    | Alternate Outlaws                                                                |
| "Buyer's Remorse" (cu Kathe Koja)                                         | septembrie 1995   | How to Save the World                                                            |
| "In The Last Chamber" (cu Kathe Koja)                                     | 1997              | Alternate Tyrants                                                                |
| "The Intrasigents"                                                        | decembrie 2000    | In the Stone House                                                               |
| "High concept" (cu Bill Pronzini)                                         | martie 2013       | Analog                                                                           |

Traduceri în română
- „A doua scurtă-scurtă fantezie ce a fost vreodată dată la publicat să fie” (traducere de Cristian Lăzărescu a povestirii „The Second Short Shortest Fantasy” din 1973) în Jurnalul SF, #15 din 1992
- „Conexiunea” (traducere de Silviu Genescu a povestirii „Linkage” din 1973) în Anticipația CPSF #527 din 1995
- „Prezentul etern” (traducere de Emilian Bazac a povestirii „The Present Eternal” din 1989) în Prietenii Fundației, Editura Nemira (Colecția Nautilus #073), 1995

### Nonfiction
- 1982 The Engines of the Night: Science Fiction in the Eighties
- Malzberg, Barry N. (martie 2001). „Passing for Human, by Jody Scott (1977)”. Curiosities. F&SF. 100 (3): 162.
- 2010 The Business of Science Fiction: Two Insiders Discuss Writing and Publishing with Mike Resnick